# Leopardus jacobita
Il gatto delle Ande (Leopardus jacobita Cornalia, 1865) è un rappresentante sudamericano della famiglia dei Felidi.

## Tassonomia
Il gatto delle Ande era precedentemente classificato in un proprio genere Oreailurus, ma le analisi genetiche lo collocano saldamente nella linea evolutiva Leopardus. Si ritiene che il suo parente più prossimo sia il gatto delle Pampas, ma le prove sono equivoche e occorreranno ulteriori ricerche. Non sono descritte sottospecie.

## Descrizione
Il gatto delle Ande ha le dimensioni di un grosso gatto domestico (lunghezza testa-corpo 57,7-85 cm, coda 41-48 cm per 4,0 kg di peso), con corporatura robusta, arti spessi e grandi piedi. La faccia è poco segnata, a parte le striature scure sotto le tempie e sulle guance, e presenta un'espressione caratteristica, come leggermente ansiosa. La coda è lunga, ricoperta di una pelliccia molto densa che le conferisce un aspetto gonfio e tubolare. La folta pelliccia è di colore grigio-argento chiaro, con grandi macchie color ruggine sul corpo e più scure, fino a un intenso bruno-grigiastro, su faccia, petto e arti. La coda è contraddistinta da 5-10 spesse bande color ruggine che verso la punta diventano coppie di anelli marrone scuro con centro rossiccio.
Il gatto delle Ande si confonde facilmente con la forma «colocolo» del gatto delle Pampas, che è simpatrico per gran parte dell'areale del gatto delle Ande. Il gatto delle Pampas è generalmente più maculato, non ha la coda lunga e folta del gatto delle Ande e ha un naso rosa o rossastro, mentre quello del gatto delle Ande è scuro.

## Biologia

### Alimentazione
Il gatto delle Ande è fortemente dipendente da roditori di taglia media che vivono in habitat rocciosi. Il suo areale si sovrappone al precedente areale del cincillà coda corta, in passato probabilmente una preda chiave, ma oggi ridotto a poche popolazioni minuscole e a rischio di estinzione perché pesantemente cacciati per la loro pelliccia. Oggi i gatti delle Ande sono specializzati principalmente in due specie di viscacce di montagna (Lagidium spp.), anch'esse con un areale molto simile. Altre prede importanti sono topi, ratti cincillà, cavie, lepri europee e tinamou. Non disdegnano anche carcasse di ungulati morti, mentre il loro impatto sugli animali domestici è poco noto. Non vi sono prove sufficienti di predazione di pollame domestico, peraltro allevato di rado nella maggior parte degli habitat dei gatti delle Ande. Piccoli allevatori della Patagonia argentina hanno fornito testimonianze oculari attendibili di gatti delle Ande che hanno ucciso giovanissime capre.
In base a dati limitati da fototrappolaggi e da una femmina munita per un breve periodo di radiocollare, i gatti delle Ande sembrano essere perlopiù notturni, con picchi di attività al crepuscolo. Il crepuscolo e l'alba sono probabilmente importanti per la caccia in quanto concomitanti con i picchi di attività delle viscacce. Gli avvistamenti e i dati telemetrici sulle attività suggeriscono comunque una certa flessibilità nei modelli di ricerca di cibo. I gatti delle Ande compaiono di rado in habitat che non siano poco vegetati, e la ricerca di prede avviene al suolo, tipicamente in habitat rocciosi molto irregolari, in cui possono cacciare ad alta velocità.

### Comportamento
Le abitudini di questa specie sono poco note. La maggior parte degli avvistamenti e dei fototrappolaggi indicano un comportamento in gran parte solitario. In tutto sono stati tracciati con radiocollari soltanto sei animali, con risultati pubblicati per un solo individuo, una femmina delle Ande boliviane studiata per sette mesi, il cui home range è stato stimato di 65,5 km², un dato inaspettatamente alto. I dati preliminari di cinque individui muniti di radiocollare sulle Ande argentine indicano home range relativamente grandi, in media di 58,5 km², ossia il doppio di quelli dei gatti delle Pampas della stessa area. I grandi home range del gatto delle Ande possono riflettere la dipendenza della specie dalle viscacce, che vivendo in colonie molto distanti tra loro la obbligano a coprire grandi distanze per spostarsi da una colonia a un'altra. Nei fototrappolaggi il gatto delle Ande è sempre meno frequente rispetto al gatto delle Pampas, suo parente stretto, nelle aree in cui le due specie sono simpatriche. L'unica stima di densità rigorosa per il gatto delle Ande proviene dalle Alte Ande argentine, dove sono stati stimati 7-12 individui per 100 km² a fronte di 74-79 gatti delle Pampas per 100 km².

### Riproduzione
Le abitudini riproduttive sono in gran parte sconosciute in natura. I gatti delle Ande convivono con inverni molto freddi, che determinano probabilmente una riproduzione stagionale. La primavera e l'estate australe, da ottobre a marzo, sono il probabile periodo riproduttivo, che coinciderebbe anche con il picco delle nascite di molte specie di prede. I cuccioli sono stati osservati tra ottobre e aprile. Il periodo di gestazione è sconosciuto, ma si ritiene che sia di circa 60 giorni e che termini con la nascita di uno o due cuccioli. Non vi sono gatti delle Ande in cattività.

## Distribuzione e habitat
Il gatto delle Ande è diffuso nel Perù centrale e meridionale, in Bolivia occidentale, nel Cile nord-orientale e in Argentina occidentale, dove occupa solo habitat andini d'alta quota, perlopiù da 3000 a 5100 m, con la maggior parte degli avvistamenti sopra i 4000 m. Sulle Ande è limitato a zone semi-aride o aride con vegetazione sparsa sopra il limite del bosco, principalmente in habitat dominati da ripidi pendii rocciosi con bofedales (praterie arbustive ben irrigate dallo scioglimento di ghiacciai) e boscaglie secche associate. I gatti delle Ande sono stati recentemente avvistati nelle steppe della Patagonia (sud-ovest dell'Argentina) ad altitudini di 650-1800 metri, dunque sotto il limite del bosco, in zone rocciose con vegetazione a macchia e steppa.

## Conservazione
Lo stato di conservazione del gatto delle Ande è difficile da valutare. Negli studi sul campo, questa specie compare molto meno spesso di altri carnivori, il che ne indicherebbe una naturale rarità. Ha un areale molto ristretto e una preferenza per habitat limitati, vulnerabili al pascolo del bestiame, all'agricoltura e allo sfruttamento minerario e petrolifero, che hanno spesso impatto sulle regioni rocciose e le fonti idriche. La conversione degli habitat può incidere anche sui numeri delle prede, soprattutto in combinazione con la caccia umana alle stesse prede, in particolare le viscacce, che è considerata una minaccia grave. I gatti delle Ande sono sacri secondo le tradizioni indigene aymara e quechua del «festival del raccolto» in cui pelli o gatti imbalsamati vengono tenuti in casa nella convinzione che portino fertilità e produttività al bestiame domestico e alle colture. Sembra abbiano poca paura dell'uomo e che si lascino avvicinare con facilità. Le popolazioni locali li uccidono agevolmente con il lancio di una grossa pietra. Sono anche perseguitati per sospette predazioni di pollame e uccisioni di bestiame, e vengono uccisi senza indugio dai pastori e dai loro cani in Patagonia, Argentina. Lo sviluppo rapido ed esteso del «fracking» nelle steppe del nord della Patagonia minaccia l'intero areale della specie nella regione.
Il gatto delle Ande viene classificato come «specie in pericolo» (Endangered) dalla IUCN e figura nell'Appendice I della CITES.